# ريتشارنو كولين
ريتشارنو كولين (بالإنجليزية: Richarno Colin) (مواليد 17 يوليو 1987) هو ملاكم موريشيوسي، مثّل بلاده في الألعاب الأولمبية الصيفية في دورتي 2008 و2012.

## روابط خارجية
ريتشارنو كولين على موقع أوليمبيديا (الإنجليزية)
- ريتشارنو كولين على موقع اتحاد ألعاب الكومنولث (مؤرشف) (الإنجليزية)
- ريتشارنو كولين على موقع اتحاد ألعاب الكومنولث (مؤرشف) (الإنجليزية)
- ريتشارنو كولين على موقع دورة ألعاب الكومنولث 2006 (مؤرشف) (الإنجليزية)
- ريتشارنو كولين على موقع دورة ألعاب الكومنولث 2014 (مؤرشف) (الإنجليزية)